# Площадь 10 Апреля (Одесса)
Площадь 10 Апреля — площадь в Одессе, расположена в курортном районе Аркадия.
Известный символ города, благодаря стеле «Крылья Победы», возведённой в честь города-героя Одессы в 1984 году к 40-й годовщине его освобождения от немецко-фашистских захватчиков войсками 3-го Украинского фронта 10 апреля 1944 года. Монумент выполнен как стилизованное изображение крыла чайки. Обелиск из серого мрамора увенчан золотой Звездой Героя, а на двух стелах приводится текст «Указа Президиума Верховного Совета СССР о присвоении городу звания „Город-герой“». Также на мраморных досках увековечены имена одесских Героев Советского Союза.

## Улицы
На площадь выходят улицы Черняховского, Генуэзская, Академическая, проспект Шевченко. К площади выходит центральная аллея парка Победы (бывший дендропарк имени Ленина), а также торгово-офисный комплекс «Сады Победы».

## Транспорт
- Трамвай № 5
- Троллейбусы № 5, 7, 9, 13
- Маршрутные такси № 9, 115, 137, 146, 168, 185, 198, 242